# Herbert J. Krapp
Herbert J. Krapp (* 1887 in New York City; † 1973 in Florida) war ein US-amerikanischer Architekt.

## Leben
Krapp war als Architekt in New York tätig. Er arbeitete für das Unternehmen Herts & Tallant bis 1915. Insbesondere ist er für die Errichtung einer Reihe von Theatergebäuden in Manhattan bekannt. Zu den von ihm entworfenen Gebäuden gehören das Lyceum Theatre, das Shubert Theatre, das Booth Theatre, das Majestic Theatre, das Ambassador Theatre, das New Amsterdam Theatre, das New Century Theatre und das Longacre Theatre. Zwischen 1912 und 1916 war er für die im Theatermanagement tätigen Shubert-Brüder tätig. Krapp renovierte ebenso das Winter Garden Theatre und das Helen Hayes Theatre in den 1920er Jahren.
Neben Theatergebäuden entwarf er auch Hotels, wie das Hotel Edison und das Lincoln Hotel (das heutige Milford Plaza) in Manhattan. Als 1929 die Börse einbrach, ging der Theater- und Musicalboom in New York zu Ende. Krapp arbeitete danach für die Shubert-Brüder und betreute die Renovierungsarbeiten der bestehenden Theater.
1973 starb Krapp in Florida.